# قرار مجلس الأمن التابع للأمم المتحدة رقم 1648
قرار مجلس الأمن التابع للأمم المتحدة رقم 1648، الذي تم تبنيه بالإجماع في 21 ديسمبر 2005، بعد النظر في تقرير الأمين العام كوفي عنان بشأن قوة الأمم المتحدة لمراقبة فض الاشتباك، مدد المجلس ولايتها لمدة ستة أشهر أخرى حتى 30 يونيو 2006 .
ودعا القرار الأطراف المعنية إلى التنفيذ الفوري للقرار 338 (1973) وطلب من الأمين العام تقديم تقرير عن الوضع في نهاية تلك الفترة.
وجاء في تقرير الأمين العام عملا بالقرار السابق بشأن قوة الأمم المتحدة لمراقبة فض الاشتباك أن الوضع بين إسرائيل وسوريا ظل هادئا بشكل عام، رغم أن الوضع في الشرق الأوسط ككل ظل متوترا إلى أن يتم التوصل إلى تسوية.
ورحب المجلس أيضا بالجهود التي تبذلها القوة لتنفيذ سياسة عدم التسامح مطلقا مع الاستغلال الجنسي.

## روابط خارجية
- نص القرار في undocs.org